# Ilja Afroimovič Turičin
Ilja Afroimovič Turičin (rusky Илья Афроимович Туричин) (27. ledna 1921, Petrohrad – 23. ledna 2001, Petrohrad) byl ruský sovětský novinář a spisovatel známý především svou tvorbou pro děti a mládež.

## Život
Turičin se narodil roku 1921 v Petrohradě jako syn vědeckého pracovníka. Po skončení střední školy byl roku 1939 přijat na leningradský Divadelní institut. Za druhé světové války přerušil svá studia a dobrovolně se přihlásil na frontu. Zúčastnil se bojů o Moskvu a byl vážně zraněn.
Po skončení války svá studia dokončil a od roku 1946 účinkoval v divadlech v Nižním Tagilu a v Kalininu (dnes Tver). Po roce se vrátil do Leningradu a pracoval jako novinář v Leninských jiskrách (Ленинские искры). Od roku 1947 se plně věnoval literatuře.

## Dílo
- Крайний случай (Extrémní případ), novela.
- Кураж (Kuráž), román, příběh dvou bratrů, kteří pracují jako artisté v cirkusu a kteří se během Velké vlastenecké války aktivně zapojí do boje proti nacistům.
- Братья (Bratři), román.
- Весна сорок пятого (Jaro čtyřicátého pátého), román.
- Сердце солдата (Srdce vojáka).
- Закон тридцатого (Zákon třicátého), román o prvních milostných vztazích žáků deváté třídy jedné leningradské školy.
- Ленинградские повести (Leningradské povídky), povídky.
- Недремлющий лес (Nepokořený les), vyprávění o partyzánském odboji v Bělorusku za druhé světové války.

## Česká vydání
- Nepokořený les, Albatros, Praha 1974, přeložila Eva Dolejšová, znovu 1979.
- Zákon třicátého, Albatros, Praha 1978, přeložila Marie Codrová.
- Kuráž, Albatros, Praha 1989, přeložil Libor Dvořák.